# أحمد طوبال باي
أحمد طوبال باي هو باي قسنطينة وحاكم بايلك الشرق ضمن أيالة الجزائر في العهد العثماني. امتد حكمه بين سنتي 1808 و1811 ليخلفه فيما بعد محمد نعمان باي.